# Serghei Țvetcov
Serghei Țvetcov (Chisináu, 29 de diciembre de 1988) es un ciclista rumano que compitió de manera profesional entre 2008 y 2023. Hasta 2014 corrió bajo nacionalidad moldava.
En abril de 2025 anunció su retirada.

## Palmarés
| 2007 - Campeonato de Moldavia Contrarreloj 2008 - 3.º en el Campeonato de Moldavia Contrarreloj 2009 - Campeonato de Moldavia Contrarreloj 2010 - 2.º en el Campeonato de Moldavia Contrarreloj - 3.º en el Campeonato de Moldavia en Ruta 2011 - 1 etapa de la Tobago Cycling Classic 2013 - 1 etapa de la Nature Valley Grand Prix 2014 - 1 etapa del Tour de Gila 2015 - Campeonato de Rumania Contrarreloj - Campeonato de Rumania en Ruta - 1 etapa del Tour de Szeklerland 2016 - Campeonato de Rumania Contrarreloj - 3.º en el Campeonato de Rumania en Ruta 2017 - 1 etapa del Colorado Classic - 2.º en el Campeonato de Rumania Contrarreloj - UCI America Tour | 2018 - 1 etapa del Tour de Gila - Tour de Corea, más 1 etapa - 1 etapa del Tour de Beauce - Chrono Kristin Armstrong - Tour de Rumania, más 1 etapa 2019 - 1 etapa del Tour de Gila - 1 etapa del Tour de Beauce - Campeonato de Rumania Contrarreloj - Chrono Kristin Armstrong 2020 - 1 etapa del Tour de Szeklerland - Campeonato de Rumania Contrarreloj - 2.º en el Campeonato de Rumania en Ruta 2021 - Campeonato de Rumania Contrarreloj - Campeonato de Rumania en Ruta 2022 - Campeonato de Rumania Contrarreloj - 3.º en el Campeonato de Rumania en Ruta 2023 - 2.º en el Campeonato de Rumania Contrarreloj - Campeonato de Rumania en Ruta |

## Resultados en Grandes Vueltas y Campeonatos del Mundo
| Carrera              | Carrera              | 2008 | 2009 | 2010 | 2011 | 2012 | 2013 | 2014 | 2015  | 2016 | 2017 | 2018 | 2019 | 2020 | 2021 | 2022 | 2023 |
| -------------------- | -------------------- | ---- | ---- | ---- | ---- | ---- | ---- | ---- | ----- | ---- | ---- | ---- | ---- | ---- | ---- | ---- | ---- |
|                      | Giro de Italia       | —    | —    | —    | —    | —    | —    | —    | 139.º | —    | —    | —    | —    | —    | —    | —    | —    |
|                      | Tour de Francia      | —    | —    | —    | —    | —    | —    | —    | —     | —    | —    | —    | —    | —    | —    | —    | —    |
|                      | Vuelta a España      | —    | —    | —    | —    | —    | —    | —    | —     | —    | —    | —    | —    | —    | —    | —    | —    |
| Mundial en Ruta      | Mundial en Ruta      | —    | —    | —    | —    | —    | Ab.  | Ab.  | Ab.   | —    | Ab.  | Ab.  | —    | —    | —    | —    | —    |
| Mundial Contrarreloj | Mundial Contrarreloj | —    | —    | —    | —    | —    | 31.º | 44.º | 54.º  | —    | 42.º | —    | —    | —    | —    | —    | —    |

—: no participa

Ab.: abandono